# Atlantidrilus biparis
Atlantidrilus biparis är en ringmaskart som först beskrevs av Erséus 1983.  Atlantidrilus biparis ingår i släktet Atlantidrilus och familjen glattmaskar. Inga underarter finns listade i Catalogue of Life.